# Mister Negativo
Mister Negativo (Mister Negative), il cui vero nome è Martin Li, è un personaggio immaginario dei fumetti creato da Dan Slott (testi), Steve McNiven e Phil Jimenez (disegni), pubblicato dalla Marvel Comics. È apparso brevemente per la prima volta nell'albo gratuito Spider-Man: Swing Shift, distribuito al Comic Con di San Diego del 2007. Il personaggio è stato poi introdotto ufficialmente in Amazing Spider-Man n. 546 (gennaio 2008) e utilizzato come nemico principale per qualche numero. L'alter ego di Mister Negativo è un uomo ricco e potente, padrone del F.E.A.S.T., luogo dove i senzatetto trovano riparo e in cui zia May svolge attività di volontariato.

## Biografia del personaggio
Martin Li è arrivato clandestinamente in America dalla regione cinese del Fujian per ricongiungersi alla moglie, viaggiando sulla nave Golden Mountain, una nave mediante la quale la gang degli Snakehead operava un traffico di schiavi tra Cina, America e Africa. Durante una tempesta, i membri della gang avevano abbandonato la nave, lasciando i prigionieri a naufragare nei pressi di New York. Li era stato l'unico superstite: negli anni successivi divenne ricco e rispettato, e memore della terribile esperienza cominciò ad aiutare i meno fortunati.
In seguito si scopre che questa storia è in gran parte falsa: Mister Negativo era infatti un membro degli Snakehead, facente parte dell'equipaggio della nave; durante il naufragio, per salvarsi aveva ucciso il vero Martin Li e ne aveva assunto l'identità. Tuttavia, giunto a New York, era stato catturato dagli uomini di Don Silvermane, del clan dei Maggia; questi stava all'epoca sperimentando, la D-Lite una nuova droga sintetica che si diceva essere più potente dell'eroina, e usò lui come cavia sottoponendolo a massicce dosi di questa droga. L'uomo riuscì a scappare con l'aiuto di due compagni di prigionia; tempo dopo si manifestarono degli "effetti collaterali" della D-Lite, che lo portarono a sviluppare due distinte personalità: Martin Li, buono e gentile, e Mister Negativo, crudele e senza scrupoli. In questa forma l'uomo guadagnò il potere di generare un'energia oscura in grado di curare le ferite, controllare le menti altrui o ricaricare oggetti elettrici col solo tocco. Mister Negativo giurò di vendicarsi contro i Maggia e di annientare tutti gli altri clan mafiosi di New York, e grazie ai suoi poteri divenne presto il boss di Chinatown; come Martin Li, invece, diventò una persona buona e rispettata, e aprì il centro d'accoglienza F.E.A.S.T. per aiutare i meno fortunati.
Alla sua prima comparsa ingaggia Overdrive per una rapina al museo. L'oggetto da recuperare è una tavoletta d'argilla, con il quale si crea un veleno, il "Respiro del Diavolo", che Negativo ha usato per uccidere i Maggia e i Karnelli, i vertici mafiosi di New York. Per farlo ha sfruttato Bruno Karnelli, consanguineo di entrambe le famiglie. Gli uomini sono morti alla riunione di famiglia, mentre le donne e i bambini sono sopravvissuti grazie all'Uomo Ragno, che per farlo ha dovuto donare il suo sangue a Negativo.
Per qualche tempo è rimasto in disparte a curare i malati e i senzatetto del F.E.A.S.T., tra i quali c'è Eddie Brock, affetto da cancro terminale. Per ragioni ignote Martin Li è riuscito a guarire l'ex Venom dai residui del simbionte. Probabilmente, inserendo a Eddie degli anticorpi col solo tocco ha anche provocato una reazione istintiva al Venom attuale, fuso con Mac Gargan, creando l'Anti-Venom. Mister Negativo ha anche salvato la vita a Testa di Martello, che da allora lo serve con devozione.

### Dark Reign
Hood vuole impossessarsi del territorio di Mister Negativo, quindi invia una squadra di supercriminali ad attaccarlo, composta dalla Coniglia Bianca, Lightmaster, Speed Demon, Risposta, Macchia, l'Ustionatore e il Polpo, ma lui riesce a corrompere l'Uomo Ragno con il suo tocco negativo, facendogli cambiare personalità. Spider-Man attacca i sette supercriminali con tutta la sua forza e riesce a sconfiggerli tutti. Intanto, Martin Li, con l'aiuto di Testa di Martello, fa arrivare a Norman Osborn dei documenti su degli affari illegali della Oscorp. Allora Norman ordina a Hood di ritirarsi e Mister Negativo riesce a conservare la sua posizione. Sembra che vengano rivelate le sue origini: parlando con Hood, dice che era uno Snakehead che, per non farsi arrestare, rubò i documenti di uno dei futuri schiavi che stava trasportando: Martin Li.

### Spirale
Mister Negativo manipola il vigilante Wraith, fornendogli prove per incastrare i principali boss del crimine di New York, nonostante Spider-Man avverta Wraith che il criminale vuole solo che lei elimini la concorrenza al suo posto per poi avere gioco facile nella scalata al potere: i due comunque riescono a catturare Lapide, il Circo del crimine e Testa di martello e combattono contro la Gatta nera e Phil Urich, il nuovo Re Goblin. Alla fine Spider-Man cattura anche Mister Negativo.

### La fortuna dei Parker
Mr. Negativo, approfittando del fatto che Superior Spiderman ha ucciso o sconfitto molti suoi concorrenti, crea un impero criminale alleandosi con Anguilla e Re Goblin. Proprio la sera in cui avrebbero attuato il piano per conquistare la città, Gatta Nera ed Electro sconfiggono Anguilla per impossessarsi del suo covo. Senza uno dei capi, l'Impero criminale di Mr. Negativo si scioglie. Tuttavia il criminale continua a tramare nell'ombra.

### Nuovissimo Universo Marvel
Mister Negativo viene fatto evadere dai suoi seguaci e con l'aiuto di Cloak e Dagger, suoi schiavi, cerca di immettere sul mercato cinese una nuova droga che provoca effetti simili al suo tocco corruttore, utilizzandola anche contro un suo nemico, affiliato delle Parker Industries: viene però fermato e costretto a fuggire da Spider-Man, che libera Cloak e Dagger dalla sua influenza.

## Poteri e abilità
Mister Negativo si presenta con l'apparenza di un negativo fotografico, con la pelle nera e i capelli bianchi. È armato di un coltello che carica di energia negativa e ha dimostrato di possedere superforza. È dotato anche di una spada e probabilmente possiede poteri curativi. Infatti guarisce Eddie Brock (nella saga dell'Anti-Venom) e altri malati dalle loro patologie col solo tocco. È riuscito più volte a far cambiare personalità col solo tocco alle persone ed allo stesso Uomo Ragno.

## Altri media

### Videogiochi
Martin Li/Mister Negativo è uno dei due antagonisti principali del videogioco Marvel's Spider-Man (2018), assieme al Dottor Octopus. In tale gioco, Martin guida la sua squadra, i Demoni Interiori (o Demoni), nel territorio di Wilson Fisk/Kingpin. A doppiare il personaggio è Stephen Oyoung. È apparso anche nel seguito Marvel's Spider-Man 2 (2023), nel ruolo di personaggio principale.